# Lazu, Constanța
Lazu (în turcă Laz-Mahale) este un sat în comuna Agigea din județul Constanța, Dobrogea, România. La recensământul din 2011 avea o populație de 1613 locuitori.

## Istorie
La începutul sec.XIX, în timpul războaielor sângeroase dintre turci și ruși, lazii au migrat pe meleaguri dobrogene. Ei au întemeiat așezarea Lazu, căruia i se spunea Laz Mahale sau mahalaua lazilor.

## Viața culturală și religioasă
Geamia veche din sat a fost construită în anul 1866. Una nouă a fost construită în anul 2011 și poate primi peste 100 de enoriași la slujbele religioase musulmane.